# Nhandu cerradensis
Nhandu cerradensis là một loài nhện trong họ Theraphosidae.
Loài này thuộc chi Nhandu. Nhandu cerradensis được miêu tả năm 2001 bởi Bertani.